# Mischa Elman
Mischa Elman (20 de enero de 1891 - 5 de abril de 1967) fue un violinista ruso, más tarde nacionalizado estadounidense.

## Biografía
Mikhail Saulovich 'Mischa' Elman nació en Talnoye, un pequeño pueblo del óblast de Cherkasy, cerca de Kiev, en una familia de origen judío. Su abuelo también tocaba el violín.
Realizó sus primeros estudios musicales en la Academia Imperial de Música en Odessa. Pablo de Sarasate le dio una carta de recomendación donde decía que podría convertirse en uno de los grandes talentos europeos. Tocó para Leopold Auer a los once años, interpretando el Concierto para violín n.º 2 de Wieniawski y el Capricho n.º 24 de Paganini. Auer admitió a Elman en el Conservatorio de San Petersburgo.
En 1903, Elman comenzó a tocar conciertos en casas de mecenas de las artes. Debutó en Berlín en 1904, causando una gran sensación. Su debut en Londres en 1905 incluyó el estreno británico del Concierto para violín de Alexander Glazunov. Tocó en el Carnegie Hall en 1908, causando una gran impresión en la audiencia norteamericana.
La familia Elman se trasladó a Estados Unidos y Mischa adquirió la nacionalidad en 1923. Llegó a realizar 107 conciertos en una temporada de 29 semanas. En 1943 estrenó el Concierto n.º 2 de Bohuslav Martinů, que fue escrito para él. 
Elman murió el 5 de abril de 1967 en Nueva York.